# Gai Fabi Hadrià
Gai Fabi Hadrià (en llatí Caius Fabius Hadrianus) va ser un magistrat romà. Formava part de la gens Fàbia.
Era legat, pretor o propretor a la província d'Àfrica al voltant de l'any 87 aC. El seu govern era opressiu pels comerciants i colons romans d'Útica que es van revoltar i el van matar el seu propi pretori, i després el van incendiar. El govern romà no va prendre cap mesura per aquestos fet, malgrat l'ofensa que això representava per un magistrat romà.
Es creu que Hadrià, a més de l'opressió contra els ciutadans, va afavorir els esclaus per, amb el seu ajut, fer-se independent de Roma, aprofitant la guerra civil entre Luci Corneli Cinna i Sul·la. Orosi dona a Hadrià el nom de Gai Flavi Hadrià.